# Batley and Spen (circonscription du Parlement britannique)
Circonscription parlementaire de la Chambre des communes
La circonscription de Batley and Spen est une circonscription électorale britannique située dans le Yorkshire de l'Ouest.
Elle est créée en 1983 à partir des circonscriptions de Batley and Morley, Brighouse and Spenborough et Dewsbury. En 2015, et jusqu'au 16 juin 2016, elle est représentée à la Chambre des communes du Parlement britannique par Jo Cox, du Parti travailliste. À cette date, la députée est assassinée.

## Liste des députés
| Élection | Élection | Député            | Parti              |
| -------- | -------- | ----------------- | ------------------ |
|          | 1983     | Elizabeth Peacock | Parti conservateur |
|          | 1997     | Mike Wood         | Parti travailliste |
|          | 2015     | Jo Cox            | Parti travailliste |
|          | 2016     | Tracy Brabin      | Parti travailliste |
|          | 2021     | Kim Leadbeater    | Parti travailliste |